# Johnathan Cabral
Johnathan Knight Cabral (né le 31 décembre 1992 à Northridge (Los Angeles)) est un athlète américano-canadien, représentant le Canada, spécialiste du 110 m haies.
Il a grandi à Agoura Hills (Californie). Sa ville d'attache est Péribonka au Québec. Il représente le Canada depuis 2011 et les Jeux panaméricains.
Le 4 juillet 2015, il porte son record personnel à 13 s 37 à Edmonton avec un vent favorable de + 1,9 m/s, temps qu'il égale en demi-finale des Championnats du monde à Pékin.